# Södra Nigeriaprotektoratet
Södra Nigeriaprotektoratet var ett brittiskt protektorat vid kustområdena i det senare kom att bli Nigeria, skapat 1900 genom förening av Nigerkustprotektoratet samt Royal Niger Companys territoriet nedanför Lokoja vid Nigerfloden.
Lagoskolonin införlivades 1906, och territorier bytte officiellt namn till Kolonin och protektortatet Södra Nigeria. 1914 gick Södra Nigeriaprotektoratet samman med Norra Nigeriaprotektoratet och skapade en enda koloni. Skälen till enandet var ekonomiska snarare än politiska — Norra Nigeriaprotektoratet led av budgetunderskott; vilket man försökte hindra genom pengar från Södra Nigeriaprotektoratet.

### Fotnoter
1. ↑  Barkan, Joel D.; Gboyega, Alex; Stevens, Mike (2 augusti 2001). ”State and Local Governance in Nigeria”. Public Sector and Capacity Building Program: Africa Region. The World Bank. sid. 1. Arkiverad från originalet den 21 september 2016. https://web.archive.org/web/20160921053829/http://info.worldbank.org/etools/docs/library/5783/State_and_Governance_Nigeria.htm. Läst 6 mars 2011.